# سیارک ۱۱۰۸۵
سیارک ۱۱۰۸۵ (به انگلیسی: 11085 Isala، نامگذاری:1993SS6) یازده هزار و هشتاد و پنجمین سیارک کشف شده‌است که در ۱۷ سپتامبر ۱۹۹۳ کشف شد.
قدر مطلق سیارک برابر ۱۴٫۱۰ است.